# 2011-es Tour de Romandie
A 2011-es Tour de Romandie a 65. volt 1947 óta. 2011. április 26-án kezdődött Martigny-ban és május 1-jén ért véget Genf-ben. A verseny része a 2011-es UCI World Tour-nak és 6 szakaszból állt. Az összetett versenyt Cadel Evans nyerte meg Tony Martin és Alexander Vinokurov előtt.

## Részt vevő csapatok
A 18 World Tour csapaton kívül 2 csapat kapott szabadkártyát, így alakult ki a 20 csapatos mezőny.
ProTour csapatok:
 AG2R La Mondiale ·   Astana ·   Movistar ·   Euskaltel–Euskadi ·   Garmin–Cervelo ·   Lampre–ISD ·   Liquigas–Cannondale ·   Omega Pharma–Lotto ·   Quick Step ·   Rabobank ·   HTC–Highroad ·   Katyusa ·   BMC Racing Team ·   Saxo Bank SunGard ·   Sky Procycling ·  Team Leopard-Trek ·  Team RadioShack ·  Vacansoleil
Profi kontinentális csapatok:
 Geox-TMC ·   Team Europcar

## Szakaszok
2011-ben a verseny 6 szakaszból állt.
| Szakasz | Dátum       | Útvonal                                   | Hossz    | Győztes              |
| ------- | ----------- | ----------------------------------------- | -------- | -------------------- |
| Prológ  | április 26. | Martigny - Martigny (Egyéni időfutam)     | 3 km     | Jonathan Castroviejo |
| 1.      | április 27. | Martigny - Leysin                         | 169,3 km | Pavel Brutt          |
| 2.      | április 28. | Romont - Romont                           | 171,8 km | Damiano Cunego       |
| 3.      | április 29. | Thierrens - Neuchâtel                     | 165,7 km | Alexander Vinokurov  |
| 4.      | április 30. | Aubonne - Bougy-Villars (Egyéni időfutam) | 20,1 km  | David Zabriskie      |
| 5.      | május 1.    | Champagne - Genf                          | 164,6 km | Ben Swift            |

## Összetett táblázat
|    | Versenyző                 | Csapat          | Idő                  |
| -- | ------------------------- | --------------- | -------------------- |
| 1  | Cadel Evans (AUS)         | BMC Racing Team | 16:51:49             |
| 2  | Tony Martin (GER)         | HTC–Highroad    | 16:52:07 (+00:00:18) |
| 3  | Alexander Vinokurov (KAZ) | Astana          | 16:52:08 (+00:00:19) |
| 4  | Marco Pinotti (ITA)       | HTC-Highroad    | 16:52:20 (+00:00:31) |
| 5  | Benat Intxsausti (ESP)    | Movistar        | 16:52:30 (+00:00:41) |
| 6  | Pieter Weening (NED)      | Rabobank        | 16:52:40 (+00:00:51) |
| 7  | Janez Brajkovic (SLO)     | Team RadioShack | 16:52:41 (+00:00:52) |
| 8  | Pavel Brutt (RUS)         | Katusha Team    | 16:52:47 (+00:00:58) |
| 9  | Andrew Talansky (USA)     | Garmin-Cervelo  | 16:52:48 (+00:00:59) |
| 10 | David Millar (GBR)        | Garmin-Cervelo  | 16:52:49 (+00:01:00) |

## Összegzés
| Szakasz (győztes)              | Összetett verseny ·  | Hegyi pontverseny · | Pontverseny ·    | Fiatalok versenye ·  | Csapatverseny  |
| ------------------------------ | -------------------- | ------------------- | ---------------- | -------------------- | -------------- |
| Prológ Jonathan Castroviejo    | Jonathan Castroviejo |                     |                  | Jonathan Castroviejo | HTC-Highroad   |
| 1. szakasz Pavel Brutt         | Pavel Brutt          | Oleksandr Kvachuk   | Pavel Brutt      | Jack Bobridge        | Lampre-ISD     |
| 2. szakasz Damiano Cunego      | Pavel Brutt          | Oleksandr Kvachuk   | Pavel Brutt      | Peter Stetina        | Movistar       |
| 3. szakasz Alexander Vinokurov | Pavel Brutt          | Oleksandr Kvachuk   | Dario Cioni      | Peter Stetina        | Movistar       |
| 4. szakasz David Zabriskie     | Cadel Evans          | Oleksandr Kvachuk   | Dario Cioni      | Andrew Talansky      | Garmin-Cervelo |
| 5. szakasz Ben Swift           | Cadel Evans          | Chris Sörensen      | Matthias Brandle | Andrew Talansky      | Garmin-Cervelo |
| Végeredmény                    | Cadel Evans          | Chris Sörensen      | Matthias Brandle | Andrew Talansky      | Garmin-Cervelo |

## Külső hivatkozások
- Hivatalos honlap Archiválva 2011. július 7-i dátummal a Wayback Machine-ben